# Караваев, Игорь Николаевич
Игорь Николаевич Караваев (12 января 1927 — 17 января 1993) — советский борец вольного стиля, чемпион и призёр чемпионатов СССР, мастер спорта СССР. Судья всесоюзной категории (1967). Увлёкся борьбой в 1947 году. Выступал в наилегчайшей весовой категории. Участвовал в чемпионатах страны 11 раз.
Старший брат Олега Караваева, олимпийского чемпиона по греко-римской борьбе.

## Спортивные результаты
- Чемпионат СССР по вольной борьбе 1952 года — ;
- Чемпионат СССР по вольной борьбе 1953 года — ;
- Чемпионат СССР по вольной борьбе 1954 года — ;
- Чемпионат СССР по вольной борьбе 1955 года — ;
- Чемпионат СССР по вольной борьбе 1957 года — ;
- Чемпионат СССР по вольной борьбе 1958 года — .